# (4261) Gekko
(4261) Gekko – planetoida z pasa głównego asteroid okrążająca Słońce w ciągu 4 lat i 245 dni w średniej odległości 2,79 j.a. Została odkryta 28 stycznia 1989 roku w Gekko Observatory przez Yoshiakiego Ōshimę. Nazwa planetoidy pochodzi od Gekko Observatory, obserwatorium w którym została odkryta.